# جنگ چاکو
جنگ چاکو (اسپانیایی: Guerra del Chaco‎) جنگی بود که میان بولیوی و پاراگوئه و بر سر کنترل بخش شمالی منطقه گرن چاکو در آمریکای جنوبی (که به‌تازگی در آن نفت کشف شده بود) اتفاق افتاد. در ابتدا این دو کشور چند درگیری مرزی با یک‌دیگر داشتند اما در سپتامبر ۱۹۳۲ وارد یک جنگ تمام‌عیار شدند و در چند نبرد سنگین تعداد زیادی از نیروهای دو طرف کشته‌شدند. این جنگ در ژوئن ۱۹۳۵ پایان یافت و با پیمانی که در سال ۱۹۳۸ در بوئنوس آیرس از سوی دو کشور امضا شد اختلافات مرزی به‌نفع پاراگوئه به‌پایان رسید و این کشور توانست کنترل ۵۱٬۸۰۰ کیلومتر مربع از مناطق مورد اختلاف را به‌دست بگیرد.

## پیش‌زمینه
در سال ۱۹۳۲، جامعهٔ ملل نتوانست جلودار جنگ بین بولیوی و پاراگوئه بر سر منطقهٔ خشک گرن چاکو شود. این منطقه، بااین‌که جمعیت چندانی ندارد، دربرگیرندهٔ رود پاراگوئه است، که می‌تواند راه دسترسی این دو کشور محصور در خشکی به اقیانوس اطلس باشد. همچنین برخی گمان‌ها، که بعدها نادرستی آن‌ها مشخص شد، بر آن بودند که این منطقه شامل منابع غنی نفت خام است.پس از درگیری‌های جزئی مرزی در اواخر دههٔ ۱۹۲۰، در سال ۱۹۳۲ و پس از حمله ارتش بولیوی به قلعهٔ کارلوس آنتونیو لوپز جنگی تمام‌وکمال بین دو کشور آغاز شد که به جنگ چاکو موسوم است.

## جنگ و پیامدها
پاراگوئه از جامعهٔ ملل درخواست کرد که در مسئله مداخله کند، ولی پس از آنکه کنفرانس کشورهای آمریکایی پیشنهاد کرد بین دو کشور میانجی باشد، جامعه تصمیم گرفت اقدامی در مورد این جنگ انجام ندهد.
جنگ چاکو برای طرفین فاجعه‌بار بود و منجر به ۵۷٬۰۰۰ نفر تلفات برای بولیوی (که جمعیتش حدود سه میلیون نفر بود) و ۳۶٬۰۰۰ نفر تلفات برای پاراگوئه (با جمعیت حدود یک میلیون نفر) شد.
جنگ همچنین دو کشور را تا مرز فروپاشی اقتصادی برد. تا اینکه که در ۱۲ ژوئن ۱۹۳۵، آتش‌بسی بین دو کشور امضا شد، پاراگوئه عمدهٔ منطقه را در کنترل خود درآورده بود و بولیوی مالکیت پاراگوئه بر این منطقه را در پیمانی بین دو کشور در ۱۹۳۸ پذیرفت.